# Szaturnusz-díj a legjobb női főszereplőnek
Az alábbi lista a legjobb női főszereplő filmes kategóriában Szaturnusz-díjra jelölt személyek nevét sorolja fel évek szerinti bontásban.
A díjat 1976-tól, a 3. díjátadó ünnepség óta évente adja át az Academy of Science Fiction, Fantasy & Horror Films szervezet, megjutalmazva a mozifilmes sci-fi, fantasy és horror-szerepléseket.
Natalie Portman hat, míg Jamie Lee Curtis, Jodie Foster, Nicole Kidman, Naomi Watts és Sigourney Weaver öt-öt jelöléssel büszkélkedhet a kategóriában. Két-két győzelmet Curtis, Foster, Portman, Watts, Sandra Bullock és Demi Moore tudhat magáénak. Egyazon alakításért kizárólag Portman és Michelle Yeoh vehette át a legjobb női főszereplőnek járó Oscar-díjat és Szaturnusz-díjat. Az Ellen Ripleyt alakító Weaver kapta a legtöbb jelölést ugyanannak a szereplőnek a megformálásáért, összesen négy alkalommal.

## Győztesek és jelöltek
Győztes színésznő
- – Oscar-nyertes színésznő ugyanebben a kategóriában.
- – Oscarra jelölt színésznő ugyanebben a kategóriában.

(MEGJEGYZÉS: Az Év oszlop az adott művek megjelenési évére utal, a tényleges díjátadó ceremóniát a következő évben rendezték meg.)

### 1970-es évek
| Év                      | Színésznő         | Színésznő                          | Magyar cím                         | Eredeti cím                             | Szerep          |
| ----------------------- | ----------------- | ---------------------------------- | ---------------------------------- | --------------------------------------- | --------------- |
| 1974/1975 (3. díjátadó) |                   | Katharine Ross                     | A stepfordi feleségek              | The Stepford Wives                      | Joanna Eberhart |
| 1976 (4. díjátadó)      |                   | Blythe Danner                      | Eljövendő világ                    | Futureworld                             | Tracy Ballad    |
| 1977 (5. díjátadó)      |                   | Jodie Foster                       | A kislány, aki az utcánkban lakik  | The Little Girl Who Lives Down the Lane | Rynn Jacobs     |
| 1977 (5. díjátadó)      | Julie Christie    | A komputer gyermeke                | Demon Seed                         | Susan Harris                            |                 |
| 1977 (5. díjátadó)      | Joan Collins      | Hangyabirodalom                    | Empire of the Ants                 | Marilyn Fryser                          |                 |
| 1977 (5. díjátadó)      | Melinda Dillon[1] | Harmadik típusú találkozások       | Close Encounters of the Third Kind | Jillian Guiler                          |                 |
| 1977 (5. díjátadó)      | Carrie Fisher     | Star Wars IV. rész – Egy új remény | Star Wars                          | Leia Organa hercegnő                    |                 |
| 1978 (6. díjátadó)      |                   | Margot Kidder                      | Superman                           | Superman                                | Lois Lane       |
| 1978 (6. díjátadó)      | Ann-Margret       | A mágus – Rémisztő Love Story      | Magic                              | Peggy Ann Snow                          |                 |
| 1978 (6. díjátadó)      | Brooke Adams      | A testrablók támadása              | Invasion of the Body Snatchers     | Elizabeth Driscoll                      |                 |
| 1978 (6. díjátadó)      | Geneviève Bujold  | Kóma                               | Coma                               | Dr. Susan Wheeler                       |                 |
| 1978 (6. díjátadó)      | Diana Ross        | A Wiz                              | The Wiz                            | Dorothy Gale                            |                 |
| 1979 (7. díjátadó)      |                   | Mary Steenburgen                   | Időről időre                       | Time After Time                         | Amy Robbins     |
| 1979 (7. díjátadó)      | Susan Saint James | Szerelem első harapásra            | Love at First Bite                 | Cindy Sondheim                          |                 |
| 1979 (7. díjátadó)      | Persis Khambatta  | Star Trek: Csillagösvény           | Star Trek: The Motion Picture      | Ilia hadnagy                            |                 |
| 1979 (7. díjátadó)      | Margot Kidder     | A rettegés háza                    | The Amityville Horror              | Kathy Lutz                              |                 |
| 1979 (7. díjátadó)      | Sigourney Weaver  | A nyolcadik utas: a Halál          | Alien                              | Ellen Ripley                            |                 |

### 1980-as évek
| Év                       | Színésznő                   | Színésznő                                | Magyar cím                         | Eredeti cím                     | Szerep           |
| ------------------------ | --------------------------- | ---------------------------------------- | ---------------------------------- | ------------------------------- | ---------------- |
| 1980 (8. díjátadó)       |                             | Angie Dickinson                          | Gyilkossághoz öltözve              | Dressed to Kill                 | Kate Miller      |
| 1980 (8. díjátadó)       | Ellen Burstyn               | Feltámadás                               | Resurrection                       | Edna                            |                  |
| 1980 (8. díjátadó)       | Jamie Lee Curtis            | A rettegés vonata                        | Terror Train                       | Alana Maxwell                   |                  |
| 1980 (8. díjátadó)       | Louanne                     |                                          | Oh, God! Book II                   | Tracy Richards                  |                  |
| 1980 (8. díjátadó)       | Jane Seymour                | Valahol, valamikor                       | Somewhere in Time                  | Elise McKenna                   |                  |
| 1981 (9. díjátadó)       |                             | Karen Allen                              | Az elveszett frigyláda fosztogatói | Raiders of the Lost Ark         | Marion Ravenwood |
| 1981 (9. díjátadó)       | Jenny Agutter               | Egy amerikai farkasember Londonban       | An American Werewolf in London     | Alex Price nővér                |                  |
| 1981 (9. díjátadó)       | Margot Kidder               | Superman II.                             | Superman II                        | Lois Lane                       |                  |
| 1981 (9. díjátadó)       | Angela Lansbury             | A kristálytükör meghasadt                | The Mirror Crack'd                 | Miss Jane Marple                |                  |
| 1981 (9. díjátadó)       | Lily Tomlin                 | Csökke-nő                                | The Incredible Shrinking Woman     | Pat Kramer/Judith Beasley       |                  |
| 1982 (10. díjátadó)      |                             | Sandahl Bergman                          | Conan, a barbár                    | Conan the Barbarian             | Valeria          |
| 1982 (10. díjátadó)      | Susan George                | Az elátkozott ház                        | The House Where Evil Dwells        | Laura Fletcher                  |                  |
| 1982 (10. díjátadó)      | Nastassja Kinski            | Párducemberek                            | Cat People                         | Irena Gallier                   |                  |
| 1982 (10. díjátadó)      | JoBeth Williams             | Poltergeist – Kopogó szellem             | Poltergeist                        | Diane Freeling                  |                  |
| 1982 (10. díjátadó)      | Mary Woronov                | Raul a terítéken                         | Eating Raoul                       | Mary Bland                      |                  |
| 1983 (11. díjátadó)      |                             | Louise Fletcher                          | Agyhalál                           | Brainstorm                      | Lillian Reynolds |
| 1983 (11. díjátadó)      | Bess Armstrong              | Kínai kaland                             | High Road to China                 | Eve "Evie" Tozer                |                  |
| 1983 (11. díjátadó)      | Bobbie Bresee               |                                          | Mausoleum                          | Susan Walker Farrell            |                  |
| 1983 (11. díjátadó)      | Carrie Fisher               | Star Wars VI. rész – A Jedi visszatér    | Return of the Jedi                 | Leia Organa hercegnő            |                  |
| 1983 (11. díjátadó)      | Ally Sheedy                 | Háborús játékok                          | WarGames                           | Jennifer Mack                   |                  |
| 1984 (12. díjátadó)      |                             | Daryl Hannah                             | Csobbanás                          | Splash                          | Madison          |
| 1984 (12. díjátadó)      | Karen Allen                 | Csillagember                             | Starman                            | Jenny Hayden                    |                  |
| 1984 (12. díjátadó)      | Nancy Allen                 | Az idő pallosa – A Philadelphia kísérlet | The Philadelphia Experiment        | Allison Hayes                   |                  |
| 1984 (12. díjátadó)      | Linda Hamilton              | Terminátor – A halálosztó                | The Terminator                     | Sarah Connor                    |                  |
| 1984 (12. díjátadó)      | Helen Slater                | Supergirl                                | Supergirl                          | Supergirl/Kara Zor-El/Linda Lee |                  |
| 1985 (13. díjátadó)      |                             | Coral Browne                             | Álomgyermek                        | Dreamchild                      | Alice Hargreaves |
| 1985 (13. díjátadó)      | Glenn Close                 | Maxie                                    | Maxie                              | Jan/Maxie                       |                  |
| 1985 (13. díjátadó)      | Mia Farrow                  | Kairó bíbor rózsája                      | The Purple Rose of Cairo           | Cecilia                         |                  |
| 1985 (13. díjátadó)      | Michelle Pfeiffer           | Sólyomasszony                            | Ladyhawke                          | Isabeau d'Anjou                 |                  |
| 1985 (13. díjátadó)      | Jessica Tandy               | Selyemgubó                               | Cocoon                             | Alma Finley                     |                  |
| 1986 (14. díjátadó)      |                             | Sigourney Weaver                         | A bolygó neve: Halál               | Aliens                          | Ellen Ripley     |
| 1986 (14. díjátadó)      | Barbara Crampton            | Tágra nyílt elme                         | From Beyond                        | Dr. Katherine McMichaels        |                  |
| 1986 (14. díjátadó)      | Geena Davis                 | A légy                                   | The Fly                            | Veronica Quaife                 |                  |
| 1986 (14. díjátadó)      | Elisabeth Shue              | Link, a majom                            | Link                               | Jane Chase                      |                  |
| 1986 (14. díjátadó)      | Kathleen Turner             | Előre a múltba                           | Peggy Sue Got Married              | Peggy Sue Bodell                |                  |
| 1987 (15. díjátadó)      |                             | Jessica Tandy                            | Csoda a 8. utcában                 | *batteries not included         | Faye Riley       |
| 1987 (15. díjátadó)      | Nancy Allenn                | Robotzsaru                               | RoboCop                            | Anne Lewis rendőr               |                  |
| 1987 (15. díjátadó)      | Melinda Dillon              | Az Óriásláb és Hendersonék               | Harry and the Hendersons           | Nancy Henderson                 |                  |
| 1987 (15. díjátadó)      | Lorraine Gary               | Cápa 4. – A cápa bosszúja                | Jaws: The Revenge                  | Ellen Brody                     |                  |
| 1987 (15. díjátadó)      | Susan Sarandon              | Az eastwicki boszorkányok                | The Witches of Eastwick            | Jane Spofford                   |                  |
| 1987 (15. díjátadó)      | Robin Wright                | A herceg menyasszonya                    | The Princess Bride                 | Boglárka (Buttercup)            |                  |
| 1988 (16. díjátadó)      |                             | Catherine Hicks                          | Gyerekjáték                        | Child's Play                    | Karen Barclay    |
| 1988 (16. díjátadó)      | Kim Basinger                | Marslakó a mostohám                      | My Stepmother Is an Alien          | Celeste Martin                  |                  |
| 1988 (16. díjátadó)      | Amanda Donohoe              | A fehér féreg búvóhelye                  | The Lair of the White Worm         | Lady Sylvia Marsh               |                  |
| 1988 (16. díjátadó)      | Cassandra Peterson          | Elvira, a sötét hercegnő                 | Elvira, Mistress of the Dark       | Elvira/Morgana Talbot nagynéni  |                  |
| 1988 (16. díjátadó)      | Joanna Pacuła               |                                          | The Kiss                           | Felice Dunbar                   |                  |
| 1988 (16. díjátadó)      | Jessica Tandy               | Selyemgubó 2. – A visszatérés            | Cocoon: The Return                 | Alma Finley                     |                  |
| 1989/1990 (17. díjátadó) |                             | Demi Moore                               | Ghost                              | Ghost                           | Molly Jensen     |
| 1989/1990 (17. díjátadó) | Julie Carmen                | Frászkarika 2.                           | Fright Night II                    | Regine Dandrige                 |                  |
| 1989/1990 (17. díjátadó) | Blanca Guerra               | Szent vér                                | Santa Sangre                       | Concha                          |                  |
| 1989/1990 (17. díjátadó) | Anjelica Huston             | Boszorkányok                             | The Witches                        | Miss Eva Ernst/Főboszorkány     |                  |
| 1989/1990 (17. díjátadó) | Nicole Kidman               | Halálos nyugalom                         | Dead Calm                          | Rae Ingram                      |                  |
| 1989/1990 (17. díjátadó) | Madonna                     | Dick Tracy                               | Dick Tracy                         | Breathless Mahoney              |                  |
| 1989/1990 (17. díjátadó) | Mary Elizabeth Mastrantonio | A mélység titka                          | The Abyss                          | Dr. Lindsey Brigman             |                  |
| 1989/1990 (17. díjátadó) | Ally Sheedy                 | Rettegj tőlem!                           | Fear                               | Cayce Bridges                   |                  |
| 1989/1990 (17. díjátadó) | Jenny Wright                |                                          | I, Madman                          | Virginia                        |                  |

### 1990-es évek
| Év                  | Színésznő            | Színésznő                                         | Magyar cím                            | Eredeti cím                                          | Szerep                                        |
| ------------------- | -------------------- | ------------------------------------------------- | ------------------------------------- | ---------------------------------------------------- | --------------------------------------------- |
| 1991 (18. díjátadó) |                      | Linda Hamilton                                    | Terminátor 2. – Az ítélet napja       | Terminator 2: Judgment Day                           | Sarah Connor                                  |
| 1991 (18. díjátadó) | Kathy Bates          | Tortúra                                           | Misery                                | Annie Wilkes                                         |                                               |
| 1991 (18. díjátadó) | Jodie Foster         | A bárányok hallgatnak                             | The Silence of the Lambs              | Clarice Starling                                     |                                               |
| 1991 (18. díjátadó) | Julia Roberts        | Egy ágyban az ellenséggel                         | Sleeping with the Enemy               | Laura Burney                                         |                                               |
| 1991 (18. díjátadó) | Winona Ryder         | Ollókezű Edward                                   | Edward Scissorhands                   | Kim Boggs                                            |                                               |
| 1991 (18. díjátadó) | Meryl Streep         | Tranzit a mindenhatóhoz                           | Defending Your Life                   | Julia                                                |                                               |
| 1992 (19. díjátadó) |                      | Virginia Madsen                                   | Kampókéz                              | Candyman                                             | Helen Lyle                                    |
| 1992 (19. díjátadó) | Rebecca De Mornay    | A kéz, amely a bölcsőt ringatja                   | The Hand That Rocks the Cradle        | Peyton Flanders/Mrs. Mott                            |                                               |
| 1992 (19. díjátadó) | Sheryl Lee           | Twin Peaks – Tűz, jöjj velem!                     | Twin Peaks: Fire Walk with Me         | Laura Palmer                                         |                                               |
| 1992 (19. díjátadó) | Winona Ryder         | Drakula                                           | Bram Stoker's Dracula                 | Mina Harker/Elisabeta                                |                                               |
| 1992 (19. díjátadó) | Sharon Stone         | Elemi ösztön                                      | Basic Instinct                        | Catherine Tramell                                    |                                               |
| 1992 (19. díjátadó) | Meryl Streep         | Jól áll neki a halál                              | Death Becomes Her                     | Madeline Ashton                                      |                                               |
| 1992 (19. díjátadó) | Sigourney Weaver     | A végső megoldás: Halál                           | Alien 3                               | Ellen Ripley                                         |                                               |
| 1993 (20. díjátadó) |                      | Andie MacDowell                                   | Idétlen időkig                        | Groundhog Day                                        | Rita                                          |
| 1993 (20. díjátadó) | Patricia Arquette    | Tiszta románc                                     | True Romance                          | Alabama Whitman                                      |                                               |
| 1993 (20. díjátadó) | Laura Dern           | Jurassic Park                                     | Jurassic Park                         | Dr. Ellie Sattler                                    |                                               |
| 1993 (20. díjátadó) | Michelle Forbes      | Kalifornia – A halál nem utazik egyedül           | Kalifornia                            | Carrie Laughlin                                      |                                               |
| 1993 (20. díjátadó) | Anjelica Huston      | Addams Family 2. – Egy kicsivel galádabb a család | Addams Family Values                  | Morticia Addams                                      |                                               |
| 1993 (20. díjátadó) | Bette Midler         | Hókusz pókusz                                     | Hocus Pocus                           | Winifred "Winnie" Sanderson                          |                                               |
| 1993 (20. díjátadó) | Ally Sheedy          | Max 3000 – Az ember legjobb barátja               | Man's Best Friend                     | Lori Tanner                                          |                                               |
| 1994 (21. díjátadó) |                      | Sandra Bullock                                    | Féktelenül                            | Speed                                                | Annie Porter                                  |
| 1994 (21. díjátadó) | Jamie Lee Curtis     | True Lies – Két tűz között                        | True Lies                             | Helen Tasker                                         |                                               |
| 1994 (21. díjátadó) | Mädchen Amick        | Álmaim asszonya                                   | Dream Lover                           | Lena Mathers                                         |                                               |
| 1994 (21. díjátadó) | Helena Bonham Carter | Frankenstein                                      | Frankenstein                          | Elizabeth Frankenstein                               |                                               |
| 1994 (21. díjátadó) | Penelope Ann Miller  | Az árnyék                                         | The Shadow                            | Margo Lane                                           |                                               |
| 1994 (21. díjátadó) | Michelle Pfeiffer    | Farkas                                            | Wolf                                  | Laura Alden                                          |                                               |
| 1995 (22. díjátadó) |                      | Angela Bassett                                    | Strange Days – A halál napja          | Strange Days                                         | Lornette "Mace" Mason                         |
| 1995 (22. díjátadó) | Kathy Bates          | Stephen King: Dolores Clairborne                  | Dolores Claiborne                     | Dolores Claiborne                                    |                                               |
| 1995 (22. díjátadó) | Nicole Kidman        | Majd' megdöglik érte                              | To Die For                            | Suzanne Stone-Maretto                                |                                               |
| 1995 (22. díjátadó) | Sharon Stone         | Gyorsabb a halálnál                               | The Quick and the Dead                | Ellen                                                |                                               |
| 1995 (22. díjátadó) | Madeleine Stowe      | 12 majom                                          | 12 Monkeys                            | Kathryn Railly                                       |                                               |
| 1995 (22. díjátadó) | Marina Zudina        | A néma tanú                                       | Mute Witness                          | Billy                                                |                                               |
| 1996 (23. díjátadó) |                      | Neve Campbell                                     | Sikoly                                | Scream                                               | Sidney Prescott                               |
| 1996 (23. díjátadó) | Geena Davis          | Utánunk a tűzözön                                 | The Long Kiss Goodnight               | Samantha Caine/Charlene Elizabeth "Charly" Baltimore |                                               |
| 1996 (23. díjátadó) | Gina Gershon         | Fülledtség                                        | Bound                                 | Corky                                                |                                               |
| 1996 (23. díjátadó) | Helen Hunt           | Twister                                           | Twister                               | Dr. Jo Harding                                       |                                               |
| 1996 (23. díjátadó) | Frances McDormand    | Fargo                                             | Fargo                                 | Marge Gunderson                                      |                                               |
| 1996 (23. díjátadó) | Penelope Ann Miller  | A Bestia                                          | The Relic                             | Dr. Margo Green                                      |                                               |
| 1997 (24. díjátadó) |                      | Jodie Foster                                      | Kapcsolat                             | Contact                                              | Dr. Eleanor "Ellie" Ann Arroway               |
| 1997 (24. díjátadó) | Neve Campbell        | Sikoly 2.                                         | Scream 2                              | Sidney Prescott                                      |                                               |
| 1997 (24. díjátadó) | Pam Grier            | Jackie Brown                                      | Jackie Brown                          | Jackie Brown                                         |                                               |
| 1997 (24. díjátadó) | Jennifer Lopez       | Anakonda                                          | Anaconda                              | Terri Flores                                         |                                               |
| 1997 (24. díjátadó) | Mira Sorvino         | Mimic – A júdás faj                               | Mimic                                 | Dr. Susan Tyler                                      |                                               |
| 1997 (24. díjátadó) | Sigourney Weaver     | Alien 4. – Feltámad a Halál                       | Alien: Resurrection                   | Ellen Ripley                                         |                                               |
| 1998 (25. díjátadó) |                      | Drew Barrymore                                    | Örökkön-örökké                        | Ever After                                           | Danielle de Barbarac/Nicole de Lancret bárónő |
| 1998 (25. díjátadó) | Gillian Anderson     | X-akták – Szállj harcba a jövő ellen              | The X-Files                           | Dana Scully                                          |                                               |
| 1998 (25. díjátadó) | Jamie Lee Curtis     | H20 – Halloween húsz évvel később                 | Halloween H20: 20 Years Later         | Laurie Strode / Keri Tate                            |                                               |
| 1998 (25. díjátadó) | Meg Ryan             | Angyalok városa                                   | City of Angels                        | Maggie Rice                                          |                                               |
| 1998 (25. díjátadó) | Jennifer Tilly       | Chucky menyasszonya                               | Bride of Chucky                       | Tiffany                                              |                                               |
| 1998 (25. díjátadó) | Catherine Zeta-Jones | Zorro álarca                                      | The Mask of Zorro                     | Elena De La Vega                                     |                                               |
| 1999 (26. díjátadó) |                      | Christina Ricci                                   | Az Álmosvölgy legendája               | Sleepy Hollow                                        | Katrina Van Tassel                            |
| 1999 (26. díjátadó) | Heather Graham       | KicsiKÉM – Austin Powers 2.                       | Austin Powers: The Spy Who Shagged Me | Felicity Shagwell                                    |                                               |
| 1999 (26. díjátadó) | Catherine Keener     | A John Malkovich menet                            | Being John Malkovich                  | Maxine Lund                                          |                                               |
| 1999 (26. díjátadó) | Carrie-Anne Moss     | Mátrix                                            | The Matrix                            | Trinity                                              |                                               |
| 1999 (26. díjátadó) | Sigourney Weaver     | Galaxy Quest – Galaktitkos küldetés               | Galaxy Quest                          | Gwen DeMarco/Tawny Madison hadnagy                   |                                               |
| 1999 (26. díjátadó) | Rachel Weisz         | A múmia                                           | The Mummy                             | Evelyn "Evie" Carnahan O'Connell                     |                                               |

### 2000-es évek
| Év                  | Színésznő            | Színésznő                                    | Magyar cím                                                     | Eredeti cím                          | Szerep                        |
| ------------------- | -------------------- | -------------------------------------------- | -------------------------------------------------------------- | ------------------------------------ | ----------------------------- |
| 2000 (27. díjátadó) |                      | Téa Leoni                                    | Segítség, apa lettem!                                          | The Family Man                       | Kate Reynolds / Kate Campbell |
| 2000 (27. díjátadó) | Cate Blanchett       | Rossz álmok                                  | The Gift                                                       | Annabelle "Annie" Wilson             |                               |
| 2000 (27. díjátadó) | Ellen Burstyn        | Rekviem egy álomért                          | Requiem for a Dream                                            | Sara Goldfarb                        |                               |
| 2000 (27. díjátadó) | Jennifer Lopez       | A sejt                                       | The Cell                                                       | Dr. Catherine Deane                  |                               |
| 2000 (27. díjátadó) | Michelle Pfeiffer    | Temetetlen múlt                              | What Lies Beneath                                              | Claire Spencer                       |                               |
| 2000 (27. díjátadó) | Michelle Yeoh        | Tigris és sárkány                            | Crouching Tiger, Hidden Dragon                                 | Jü Su-lien                           |                               |
| 2001 (28. díjátadó) |                      | Nicole Kidman                                | Más világ                                                      | The Others                           | Grace Stewart                 |
| 2001 (28. díjátadó) | Kate Beckinsale      | Szerelem a végzeten                          | Serendipity                                                    | Sara Thomas                          |                               |
| 2001 (28. díjátadó) | Angelina Jolie       | Lara Croft: Tomb Raider                      | Lara Croft: Tomb Raider                                        | Lara Croft                           |                               |
| 2001 (28. díjátadó) | Julianne Moore       | Hannibal                                     | Hannibal                                                       | Clarice Starling                     |                               |
| 2001 (28. díjátadó) | Frances O’Connor     | A. I. – Mesterséges értelem                  | A.I. Artificial Intelligence                                   | Monica Swinton                       |                               |
| 2001 (28. díjátadó) | Naomi Watts          | Mulholland Drive – A sötétség útja           | Mulholland Drive                                               | Betty Elms                           |                               |
| 2002 (29. díjátadó) |                      | Naomi Watts                                  | A kör                                                          | The Ring                             | Rachel Keller                 |
| 2002 (29. díjátadó) | Kirsten Dunst        | Pókember                                     | Spider-Man                                                     | Mary Jane Watson                     |                               |
| 2002 (29. díjátadó) | Jodie Foster         | Pánikszoba                                   | Panic Room                                                     | Meg Altman                           |                               |
| 2002 (29. díjátadó) | Milla Jovovich       | A Kaptár                                     | Resident Evil                                                  | Alice                                |                               |
| 2002 (29. díjátadó) | Natascha McElhone    | Solaris                                      | Solaris                                                        | Rheya                                |                               |
| 2002 (29. díjátadó) | Natalie Portman      | Star Wars II. rész – A klónok támadása       | Star Wars: Episode II – Attack of the Clones                   | Padmé Amidala szenátor               |                               |
| 2003 (30. díjátadó) |                      | Uma Thurman                                  | Kill Bill 1.                                                   | Kill Bill: Volume 1                  | Beatrix Kiddo / Menyasszony   |
| 2003 (30. díjátadó) | Kate Beckinsale      | Underworld                                   | Underworld                                                     | Selene                               |                               |
| 2003 (30. díjátadó) | Jessica Biel         | A texasi láncfűrészes                        | The Texas Chainsaw Massacre                                    | Erin Hardesty                        |                               |
| 2003 (30. díjátadó) | Cate Blanchett       | Az eltűntek                                  | The Missing                                                    | Magdalena "Maggie" Gilkeson          |                               |
| 2003 (30. díjátadó) | Jennifer Connelly    | Hulk                                         | Hulk                                                           | Betty Ross                           |                               |
| 2003 (30. díjátadó) | Jamie Lee Curtis     | Nem férek a bőrödbe                          | Freaky Friday                                                  | Tess Coleman / Anna Coleman          |                               |
| 2004 (31. díjátadó) |                      | Blanchard Ryan                               | Nyílt tengeren                                                 | Open Water                           | Susan Watkins                 |
| 2004 (31. díjátadó) | Nicole Kidman        | Születés                                     | Birth                                                          | Anna                                 |                               |
| 2004 (31. díjátadó) | Julianne Moore       | Felejtés                                     | The Forgotten                                                  | Telly Paretta                        |                               |
| 2004 (31. díjátadó) | Uma Thurman          | Kill Bill 2.                                 | Kill Bill: Volume 2                                            | A menyasszony / Beatrix Kiddo        |                               |
| 2004 (31. díjátadó) | Kate Winslet         | Egy makulátlan elme örök ragyogása           | Eternal Sunshine of the Spotless Mind                          | Clementine Kruczynski                |                               |
| 2004 (31. díjátadó) | Csang Ce-ji          | A repülő tőrök klánja                        | House of Flying Daggers                                        | Mei                                  |                               |
| 2005 (32. díjátadó) |                      | Naomi Watts                                  | King Kong                                                      | King Kong                            | Ann Darrow                    |
| 2005 (32. díjátadó) | Jodie Foster         | Légcsavar                                    | Flightplan                                                     | Kyle Pratt                           |                               |
| 2005 (32. díjátadó) | Laura Linney         | Ördögűzés Emily Rose üdvéért                 | The Exorcism of Emily Rose                                     | Erin Christine Bruner                |                               |
| 2005 (32. díjátadó) | Rachel McAdams       | Éjszakai járat                               | Red Eye                                                        | Lisa Reisert                         |                               |
| 2005 (32. díjátadó) | Natalie Portman      | Star Wars III. rész – A sithek bosszúja      | Star Wars: Episode III – Revenge of the Sith                   | Padmé Amidala                        |                               |
| 2005 (32. díjátadó) | Tilda Swinton        | Az oroszlán, a boszorkány és a ruhásszekrény | The Chronicles of Narnia: The Lion, the Witch and the Wardrobe | Fehér Boszorkány                     |                               |
| 2006 (33. díjátadó) |                      | Natalie Portman                              | V mint vérbosszú                                               | V for Vendetta                       | Evey Hammond                  |
| 2006 (33. díjátadó) | Kate Bosworth        | Superman visszatér                           | Superman Returns                                               | Lois Lane                            |                               |
| 2006 (33. díjátadó) | Judi Dench           | Egy botrány részletei                        | Notes on a Scandal                                             | Barbara Covett                       |                               |
| 2006 (33. díjátadó) | Maggie Gyllenhaal    | Felforgatókönyv                              | Stranger than Fiction                                          | Ana Pascal                           |                               |
| 2006 (33. díjátadó) | Shauna Macdonald     | A barlang                                    | The Descent                                                    | Sarah                                |                               |
| 2006 (33. díjátadó) | Renée Zellweger      | Miss Potter                                  | Miss Potter                                                    | Beatrix Potter                       |                               |
| 2007 (34. díjátadó) |                      | Amy Adams                                    | Bűbáj                                                          | Enchanted                            | Giselle hercegnő              |
| 2007 (34. díjátadó) | Helena Bonham Carter | Sweeney Todd, a Fleet Street démoni borbélya | Sweeney Todd: The Demon Barber of Fleet Street                 | Mrs. Lovett                          |                               |
| 2007 (34. díjátadó) | Carice van Houten    | Fekete Könyv                                 | Black Book                                                     | Rachel Stein/Ellis de Vries          |                               |
| 2007 (34. díjátadó) | Ashley Judd          | Bogárűző                                     | Bug                                                            | Agnes White                          |                               |
| 2007 (34. díjátadó) | Belén Rueda          | Árvaház                                      | The Orphanage                                                  | Laura                                |                               |
| 2007 (34. díjátadó) | Naomi Watts          | Eastern Promises – Gyilkos ígéretek          | Eastern Promises                                               | Anna Khitrova                        |                               |
| 2008 (35. díjátadó) |                      | Angelina Jolie                               | Elcserélt életek                                               | Changeling                           | Christine Collins             |
| 2008 (35. díjátadó) | Cate Blanchett       | Benjamin Button különös élete                | The Curious Case of Benjamin Button                            | Daisy Fuller                         |                               |
| 2008 (35. díjátadó) | Maggie Gyllenhaal    | A sötét lovag                                | The Dark Knight                                                | Rachel Dawes                         |                               |
| 2008 (35. díjátadó) | Julianne Moore       | Vakság                                       | Blindness                                                      | az orvos felesége                    |                               |
| 2008 (35. díjátadó) | Emily Mortimer       | Transz-Szibéria                              | Transsiberian                                                  | Jessie                               |                               |
| 2008 (35. díjátadó) | Gwyneth Paltrow      | A Vasember                                   | Iron Man                                                       | Virginia "Pepper" Potts              |                               |
| 2009 (36. díjátadó) |                      | Zoë Saldana                                  | Avatar                                                         | Avatar                               | Neytiri                       |
| 2009 (36. díjátadó) | Catherine Keener     | Ahol a vadak várnak                          | Where the Wild Things Are                                      | Connie                               |                               |
| 2009 (36. díjátadó) | Mélanie Laurent      | Becstelen brigantyk                          | Inglourious Basterds                                           | Shoshanna Dreyfus/Emmanuelle Mimieux |                               |
| 2009 (36. díjátadó) | Alison Lohman        | Pokolba taszítva                             | Drag Me to Hell                                                | Christine Brown                      |                               |
| 2009 (36. díjátadó) | Natalie Portman      | Testvérek                                    | Brothers                                                       | Grace Cahill                         |                               |
| 2009 (36. díjátadó) | Charlize Theron      | Megváltás                                    | The Burning Plain                                              | Sylvia                               |                               |

### 2010-es évek
| Év                       | Színésznő         | Színésznő                                                                   | Magyar cím                                                           | Eredeti cím                            | Szerep                         |
| ------------------------ | ----------------- | --------------------------------------------------------------------------- | -------------------------------------------------------------------- | -------------------------------------- | ------------------------------ |
| 2010 (37. díjátadó)      |                   | Natalie Portman                                                             | Fekete hattyú                                                        | Black Swan                             | Nina Sayers / A hattyúhercegnő |
| 2010 (37. díjátadó)      | Cécile de France  | Azután                                                                      | Hereafter                                                            | Marie Lelay                            |                                |
| 2010 (37. díjátadó)      | Carey Mulligan    | Ne engedj el!                                                               | Never Let Me Go                                                      | Kathy H.                               |                                |
| 2010 (37. díjátadó)      | Angelina Jolie    | Salt ügynök                                                                 | Salt                                                                 | Evelyn Salt/Natasha Chenkova           |                                |
| 2010 (37. díjátadó)      | Ellen Page        | Eredet                                                                      | Inception                                                            | Ariadne                                |                                |
| 2010 (37. díjátadó)      | Noomi Rapace      | A tetovált lány                                                             | The Girl with the Dragon Tattoo                                      | Lisbeth Salander                       |                                |
| 2011 (38. díjátadó)      |                   | Kirsten Dunst                                                               | Melankólia                                                           | Melancholia                            | Justine                        |
| 2011 (38. díjátadó)      | Jessica Chastain  |                                                                             | Take Shelter                                                         | Samantha LaForche                      |                                |
| 2011 (38. díjátadó)      | Rooney Mara       | A tetovált lány                                                             | The Girl with the Dragon Tattoo                                      | Lisbeth Salander                       |                                |
| 2011 (38. díjátadó)      | Brit Marling      | Felettünk a Föld                                                            | Another Earth                                                        | Rhoda Williams                         |                                |
| 2011 (38. díjátadó)      | Keira Knightley   | Veszélyes vágy                                                              | A Dangerous Method                                                   | Sabina Spielrein                       |                                |
| 2011 (38. díjátadó)      | Elizabeth Olsen   |                                                                             | Martha Marcy May Marlene                                             | Martha                                 |                                |
| 2012 (39. díjátadó)      |                   | Jennifer Lawrence                                                           | Az éhezők viadala                                                    | The Hunger Games                       | Katniss Everdeen               |
| 2012 (39. díjátadó)      | Jessica Chastain  | Zero Dark Thirty – A Bin Láden hajsza                                       | Zero Dark Thirty                                                     | Maya                                   |                                |
| 2012 (39. díjátadó)      | Ann Dowd          | Szolgálatkészség                                                            | Compliance                                                           | Sandra                                 |                                |
| 2012 (39. díjátadó)      | Zoe Kazan         | Fejbenjáró bűn                                                              | Ruby Sparks                                                          | Ruby Sparks                            |                                |
| 2012 (39. díjátadó)      | Helen Mirren      | Hitchcock                                                                   | Hitchcock                                                            | Alma Reville                           |                                |
| 2012 (39. díjátadó)      | Naomi Watts       | A lehetetlen                                                                | The Impossible                                                       | Maria Bennett                          |                                |
| 2013 (40. díjátadó)      |                   | Sandra Bullock                                                              | Gravitáció                                                           | Gravity                                | Dr. Ryan Stone                 |
| 2013 (40. díjátadó)      | Halle Berry       | A hívás                                                                     | The Call                                                             | Jordan Turner                          |                                |
| 2013 (40. díjátadó)      | Martina Gedeck    | A fal                                                                       | The Wall                                                             | asszony                                |                                |
| 2013 (40. díjátadó)      | Jennifer Lawrence | Az éhezők viadala: Futótűz                                                  | The Hunger Games: Catching Fire                                      | Katniss Everdeen                       |                                |
| 2013 (40. díjátadó)      | Emma Thompson     | Banks úr megmentése                                                         | Saving Mr. Banks                                                     | P. L. Travers                          |                                |
| 2013 (40. díjátadó)      | Mia Wasikowska    | Vonzások                                                                    | Stoker                                                               | India Stoker                           |                                |
| 2014 (41. díjátadó)      |                   | Rosamund Pike                                                               | Holtodiglan                                                          | Gone Girl                              | Amy Elliott-Dunne              |
| 2014 (41. díjátadó)      | Emily Blunt       | A holnap határa                                                             | Edge of Tomorrow                                                     | Rita Rose Vrataski őrmester            |                                |
| 2014 (41. díjátadó)      | Essie Davis       | A Babadook                                                                  | The Babadook                                                         | Amelia                                 |                                |
| 2014 (41. díjátadó)      | Anne Hathaway     | Csillagok között                                                            | Interstellar                                                         | Amelia Brand                           |                                |
| 2014 (41. díjátadó)      | Angelina Jolie    | Demóna                                                                      | Maleficent                                                           | Demóna                                 |                                |
| 2014 (41. díjátadó)      | Jennifer Lawrence | Az éhezők viadala: A kiválasztott – 1. rész                                 | The Hunger Games: Mockingjay – Part 1                                | Katniss Everdeen                       |                                |
| 2015 (42. díjátadó)      |                   | Charlize Theron                                                             | Mad Max – A harag útja                                               | Mad Max: Fury Road                     | Imperator Furiosa              |
| 2015 (42. díjátadó)      | Emily Blunt       | Sicario – A bérgyilkos                                                      | Sicario                                                              | Kate Macer                             |                                |
| 2015 (42. díjátadó)      | Jessica Chastain  | Mentőexpedíció                                                              | The Martian                                                          | Melissa Lewis                          |                                |
| 2015 (42. díjátadó)      | Blake Lively      | Adaline varázslatos élete                                                   | The Age of Adaline                                                   | Adaline                                |                                |
| 2015 (42. díjátadó)      | Daisy Ridley      | Star Wars VII. rész – Az ébredő Erő                                         | Star Wars: The Force Awakens                                         | Rey                                    |                                |
| 2015 (42. díjátadó)      | Mia Wasikowska    | Bíborhegy                                                                   | Crimson Peak                                                         | Edith Cushing                          |                                |
| 2016 (43. díjátadó)      |                   | Mary Elizabeth Winstead                                                     | Cloverfield Lane 10                                                  | 10 Cloverfield Lane                    | Michelle                       |
| 2016 (43. díjátadó)      | Amy Adams         | Érkezés                                                                     | Arrival                                                              | Dr. Louise Banks                       |                                |
| 2016 (43. díjátadó)      | Emily Blunt       | A lány a vonaton                                                            | The Girl on the Train                                                | Rachel Watson                          |                                |
| 2016 (43. díjátadó)      | Taraji P. Henson  | A számolás joga                                                             | Hidden Figures                                                       | Katherine Goble Johnson                |                                |
| 2016 (43. díjátadó)      | Felicity Jones    | Zsivány Egyes – Egy Star Wars-történet                                      | Rogue One: A Star Wars Story                                         | Jyn Erso                               |                                |
| 2016 (43. díjátadó)      | Jennifer Lawrence | Utazók                                                                      | Passengers                                                           | Aurora Lane                            |                                |
| 2016 (43. díjátadó)      | Narges Rashidi    |                                                                             | Under the Shadow                                                     | Shideh                                 |                                |
| 2017 (44. díjátadó)      |                   | Gal Gadot                                                                   | Wonder Woman                                                         | Wonder Woman                           | Diana Prince / Wonder Woman    |
| 2017 (44. díjátadó)      | Sally Hawkins     | A víz érintése                                                              | The Shape of Water                                                   | Elisa Esposito                         |                                |
| 2017 (44. díjátadó)      | Frances McDormand | Három óriásplakát Ebbing határában                                          | Three Billboards Outside Ebbing, Missouri                            | Mildred Hayes                          |                                |
| 2017 (44. díjátadó)      | Lupita Nyong’o    | Fekete Párduc                                                               | Black Panther                                                        | Nakia                                  |                                |
| 2017 (44. díjátadó)      | Rosamund Pike     | Ellenségek                                                                  | Hostiles                                                             | Rosalie Quaid                          |                                |
| 2017 (44. díjátadó)      | Daisy Ridley      | Star Wars VIII. rész – Az utolsó jedik                                      | Star Wars: The Last Jedi                                             | Rey                                    |                                |
| 2017 (44. díjátadó)      | Emma Watson       | A szépség és a szörnyeteg                                                   | Beauty and the Beast                                                 | Belle                                  |                                |
| 2018/2019 (45. díjátadó) |                   | Jamie Lee Curtis                                                            | Halloween                                                            | Halloween                              | Laurie Strode                  |
| 2018/2019 (45. díjátadó) | Emily Blunt       | Mary Poppins visszatér                                                      | Mary Poppins Returns                                                 | Mary Poppins                           |                                |
| 2018/2019 (45. díjátadó) | Toni Collette     | Örökség                                                                     | Hereditary                                                           | Annie Graham                           |                                |
| 2018/2019 (45. díjátadó) | Nicole Kidman     | Pusztító                                                                    | Destroyer                                                            | Erin Bell                              |                                |
| 2018/2019 (45. díjátadó) | Brie Larson       | Marvel Kapitány                                                             | Captain Marvel                                                       | Carol Denvers / Vers / Marvel Kapitány |                                |
| 2018/2019 (45. díjátadó) | Lupita Nyong’o    | Mi                                                                          | Us                                                                   | Adelaide Wilson / Red                  |                                |
| 2018/2019 (45. díjátadó) | Octavia Spencer   | Mami                                                                        | Ma                                                                   | Sue Ann "Ma" Ellington                 |                                |
| 2019/2020 (46. díjátadó) |                   | Elisabeth Moss                                                              | A láthatatlan ember                                                  | The Invisible Man                      | Cecilia "Cee" Kass             |
| 2019/2020 (46. díjátadó) | Rebecca Ferguson  | Álom doktor                                                                 | Doctor Sleep                                                         | Kalapos Rose                           |                                |
| 2019/2020 (46. díjátadó) | Natalie Portman   | Lucy az égben                                                               | Lucy in the Sky                                                      | Lucy Cola                              |                                |
| 2019/2020 (46. díjátadó) | Daisy Ridley      | Star Wars IX. rész – Skywalker kora                                         | Star Wars: The Rise of Skywalker                                     | Rey                                    |                                |
| 2019/2020 (46. díjátadó) | Margot Robbie     | Ragadozó madarak (és egy bizonyos Harley Quinn csodasztikus felszabadulása) | Birds of Prey (and the Fantabulous Emancipation of One Harley Quinn) | Harley Quinn                           |                                |
| 2019/2020 (46. díjátadó) | Charlize Theron   | A halhatatlan gárda                                                         | The Old Guard                                                        | Andy                                   |                                |
| 2019/2020 (46. díjátadó) | Liu Ji-fej        | Mulan                                                                       | Mulan                                                                | Hua Mulan                              |                                |

### 2020-as évek
| Év                       | Színésznő        | Színésznő                      | Magyar cím                   | Eredeti cím                       | Szerep            |
| ------------------------ | ---------------- | ------------------------------ | ---------------------------- | --------------------------------- | ----------------- |
| 2021/2022 (50. díjátadó) |                  | Michelle Yeoh                  | Minden, mindenhol, mindenkor | Everything Everywhere All at Once | Evelyn Wang       |
| 2021/2022 (50. díjátadó) | Cate Blanchett   | Rémálmok sikátora              | Nightmare Alley              | Dr. Lilith Ritter                 |                   |
| 2021/2022 (50. díjátadó) | Emily Blunt      | Hang nélkül 2.                 | A Quiet Place Part II        | Evelyn Abbott                     |                   |
| 2021/2022 (50. díjátadó) | Zoë Kravitz      | Batman                         | The Batman                   | Selina Kyle / Macskanő            |                   |
| 2021/2022 (50. díjátadó) | Keke Palmer      | Nem                            | Nope                         | Emerald "Em" Haywood              |                   |
| 2021/2022 (50. díjátadó) | Emma Stone       | Szörnyella                     | Cruella                      | Szörnyella de Frász               |                   |
| 2021/2022 (50. díjátadó) | Zendaya          | Pókember: Nincs hazaút         | Spider-Man: No Way Home      | MJ                                |                   |
| 2022/2023 (51. díjátadó) |                  | Margot Robbie                  | Barbie                       | Barbie                            | Barbie            |
| 2022/2023 (51. díjátadó) | Viola Davis      | The Woman King – A harcos      | The Woman King               | Nanisca tábornok                  |                   |
| 2022/2023 (51. díjátadó) | Mia Goth         | Pearl                          | Pearl                        | Pearl                             |                   |
| 2022/2023 (51. díjátadó) | Amber Midthunder | Préda                          | Prey                         | Naru                              |                   |
| 2022/2023 (51. díjátadó) | Anya Taylor-Joy  | A menü                         | The Menu                     | Margot Mills / Erin               |                   |
| 2022/2023 (51. díjátadó) | Zoë Saldana      | Avatar: A víz útja             | Avatar: The Way of Water     | Neytiri                           |                   |
| 2023/2024 (52. díjátadó) |                  | Demi Moore                     | A szer                       | The Substance                     | Elisabeth Sparkle |
| 2023/2024 (52. díjátadó) | Willa Fitzgerald |                                | Strange Darling              | A nő                              |                   |
| 2023/2024 (52. díjátadó) | Lupita Nyong’o   | Hang nélkül: Első nap          | A Quiet Place: Day One       | Samira                            |                   |
| 2023/2024 (52. díjátadó) | Winona Ryder     | Beetlejuice Beetlejuice        | Beetlejuice Beetlejuice      | Lydia Deetz                       |                   |
| 2023/2024 (52. díjátadó) | Naomi Scott      | Mosolyogj 2.                   | Smile 2                      | Skye Riley                        |                   |
| 2023/2024 (52. díjátadó) | June Squibb      |                                | Thelma                       | Thelma Post                       |                   |
| 2023/2024 (52. díjátadó) | Anya Taylor-Joy  | Furiosa: Történet a Mad Maxből | Furiosa: A Mad Max Saga      | Furiosa                           |                   |

## Rekordok

### Többszörös győzelmek
2 győzelem
- Sandra Bullock
- Jamie Lee Curtis
- Jodie Foster
- Demi Moore
- Natalie Portman
- Naomi Watts

### Többszörös jelölések
| 6 jelölés - Natalie Portman 5 jelölés - Emily Blunt - Jamie Lee Curtis - Jodie Foster - Nicole Kidman - Naomi Watts - Sigourney Weaver | 4 jelölés - Cate Blanchett - Angelina Jolie - Jennifer Lawrence 3 jelölés - Jessica Chastain - Margot Kidder - Julianne Moore - Lupita Nyong’o - Michelle Pfeiffer - Daisy Ridley - Winona Ryder - Ally Sheedy - Jessica Tandy - Charlize Theron | 2 jelölés - Amy Adams - Karen Allen - Nancy Allen - Kathy Bates - Kate Beckinsale - Helena Bonham Carter - Sandra Bullock - Ellen Burstyn - Neve Campbell - Geena Davis - Melinda Dillon - Kirsten Dunst - Carrie Fisher - Linda Hamilton | - Anjelica Huston - Catherine Keener - Jennifer Lopez - Frances McDormand - Penelope Ann Miller - Demi Moore - Rosamund Pike - Margot Robbie - Zoë Saldana - Sharon Stone - Meryl Streep - Anya Taylor-Joy - Uma Thurman - Mia Wasikowska - Michelle Yeoh |

## Fordítás
- Ez a szócikk részben vagy egészben  a   Saturn Award for Best Actress című angol Wikipédia-szócikk fordításán alapul.  Az eredeti cikk szerkesztőit annak laptörténete sorolja fel. Ez a jelzés csupán a megfogalmazás eredetét és a szerzői jogokat jelzi, nem szolgál a cikkben szereplő információk forrásmegjelöléseként.